# Народно читалище „Светлина – 1928“ (Ракево)
Вижте пояснителната страница за други значения на Народно читалище „Светлина“.
Народно читалище „Светлина – 1928“ се намира в село Ракево, област Враца.
Читалището е създадено през 1928 г. от местни младежи и учители. Първият председател на читалището е Георги Иванов Думанов.
Сградата на читалището е построена с участието на хората от селото. Към него има създадени библиотека, театрални групи, певчески и танцови състави.